# 芦舟
芦舟（あしふね、生没年不詳）とは、江戸時代の大坂の浮世絵師。

## 来歴
蘭英斎芦国の門人かといわれる。作画期は文化10年（1813年）から文化13年にかけてで、主に錦絵の役者絵を残している。

## 作品
- 『璃寛帖』上下二巻　※暁鐘成編、文化12年1月刊行。上巻に「芦舟画」の図あり
- 「熊谷次郎・三世中村歌右衛門」　大判錦絵　※文化10年、大坂中の芝居の『一谷嫩軍記』より
- 「中村歌右衛門」　大判錦絵